# 最优货币区
最优货币区理论，是首先由加拿大经济学家蒙代尔于1961年提出的。随后，麦金农（Ronald McKinnon）、凯南·英格拉姆、哈伯勒·弗莱明、托维尔·威利特、杜德·格雷威，以及保罗·克鲁格曼都对此做出过贡献。
任意两个区域，他们可以使用各自的货币，也可以使用共同货币，取决于是否好处多于弊端。最优货币区理论考虑生产要素流动、经济开放度、通货膨胀率、政策一体化、外部冲击、转换成本等因素，以判断在两个或多个区域实行共同货币是否更有利。一般说来，「区域」是一个国家或政治上相对独立的地区。 